# Johann Baer
Johann Baer foi um socialista revolucionário alemão. Ele tornou-se membro da Liga Comunista. Após a Revolução de 1848 e 1849, ele fugiu para Londres. Baer viveu em Londres no início da década de 1850. Ele era associado de Karl Marx e Frederick Engels.